# Jean Grondin
Jean Grondin (* 27. srpna 1955) je kanadský filozof. Zabývá se rozvojem myšlenek Immanuela Kanta, Hanse-Georga Gadamera a Martina Heideggera. Věnuje se hermeneutice, fenomenologii, klasické německé filozofii a metafyzice. V současnosti pracuje jako profesor na univerzitě v Ottawě.
Grondin sepsal za svůj život celou řadu knih, z nichž nejznámější je "Úvod do hermeneutiky", který vyšel v roce 1993.
č